# Viribus unitis
Viribus unitis, op. 96, är en marsch av Johann Strauss den yngre. Den spelades första gången den 22 augusti 1851 i Wien.

## Historia
Marschen skrevs till kejsar Frans Josefs 21-årsdag. Den latinska titeln ("Med förenade krafter") hade den unge kejsaren valt som valspråk när han besteg tronen den 2 december 1848. Den planerade hyllningsceremonin för kejsaren måste skjutas upp på grund av dåligt väder från den 18 augusti (den faktiskt födelsedagen) till den 22 augusti 1851, då marschen spelades för första gången i Volksgarten. Strauss meddelade att intäkterna från försäljningen av verket skulle gå till krigsinvaliderna. Både med den gesten och med sin marsch hade han tagit ytterligare ett steg mot ett närmande till kejsarhuset. 

## Om marschen
Speltiden är ca 3 minuter och 6 sekunder plus minus några sekunder beroende på dirigentens musikaliska tolkning.

## Weblänkar
- Dynastin Strauss 1851 med kommentarer om Viribus unitis.
- Viribus unitis i Naxos-utgåvan.